# Trepang
Trepang oder auch Bêche-de-mer ist eine Zubereitungsform für Seegurken (Holothuroidea), die vor allem in China und auf den Philippinen bekannt und beliebt ist. Die Tiere werden dafür von ihren Eingeweiden sowie von der Außenhaut befreit und getrocknet, um später mit Gemüse in Form von Suppen oder anderen Gerichten gekocht zu werden. Besonders beliebt sind dabei die Ananas-Seewalze (Thelenota ananas) (susuhan) und die rote Halodeima edulis.

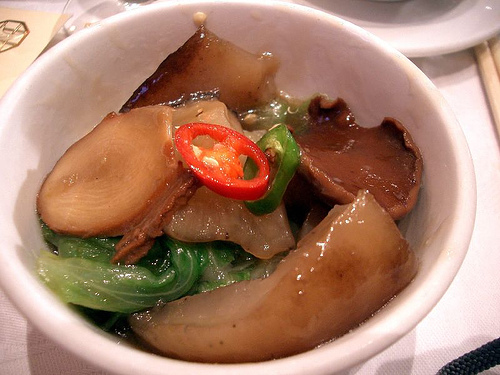
Seegurken-Hoi Sum

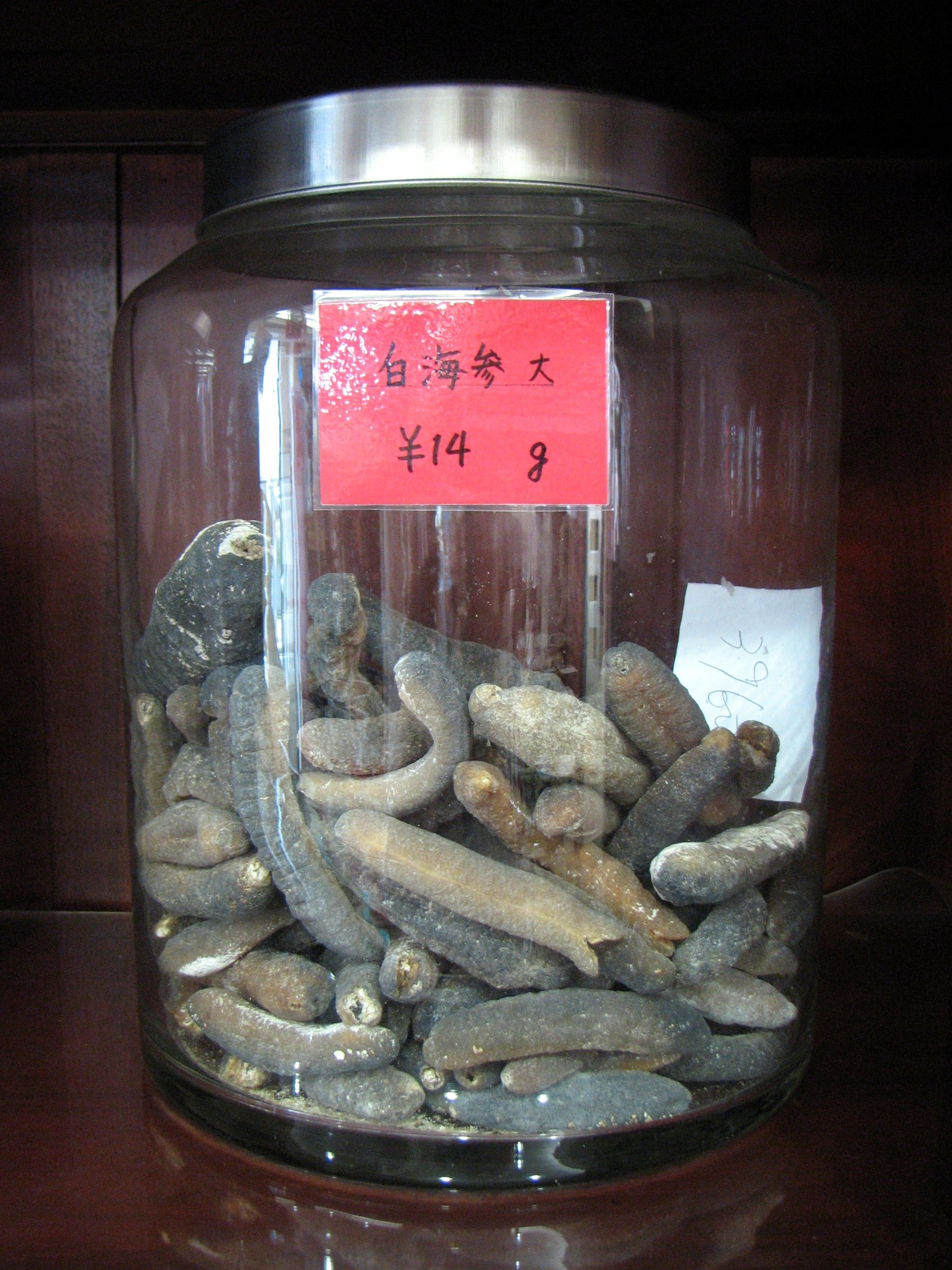
Getrockneter Trepang. Chinesische Medizin in Japan

Unsachgemäße Behandlung und Zubereitung kann jedoch zu Vergiftungserscheinungen führen, da diese Tiere saponinartige Gifte (Holothurine) enthalten.
Im 18. Jahrhundert war Makassar, die größte Hafenstadt auf der indonesischen Insel Sulawesi, der Hauptumschlagplatz für den Handel mit Seegurken, die auf den vielen kleinen indonesischen Inseln gefangen und nach China verschifft wurden. Mit deutlich höheren Mengen als Rotang und anderen landwirtschaftlichen Erzeugnissen war Trepang das wichtigste Ausfuhrprodukt von Makassar in Richtung China. Gerade für abgelegene Inseln war der Handel mit Trepang von großer wirtschaftlicher Bedeutung. Westliche Forscher des 19. Jahrhunderts äußerten dagegen wenig Verständnis für die Wertschätzung, die Chinesen dem Trepang entgegenbrachten. Alfred Russel Wallace bezeichnete Trepang dem Aussehen nach als „im Schlamm gewälzte und anschließend den Kamin hinuntergeworfene Würstchen“.